# Samsung Galaxy Note 10.1
Ne doit pas être confondu avec Samsung Galaxy Note 10.
La Samsung Galaxy Note 10.1 (GT-N8000, avec 3G et GT-N8010, seulement Wi-Fi) est une tablette tactile de la société coréenne Samsung, réutilisant le concept de la Samsung Galaxy Note mais avec un écran deux fois plus grand.

## Présentation

### Matériel

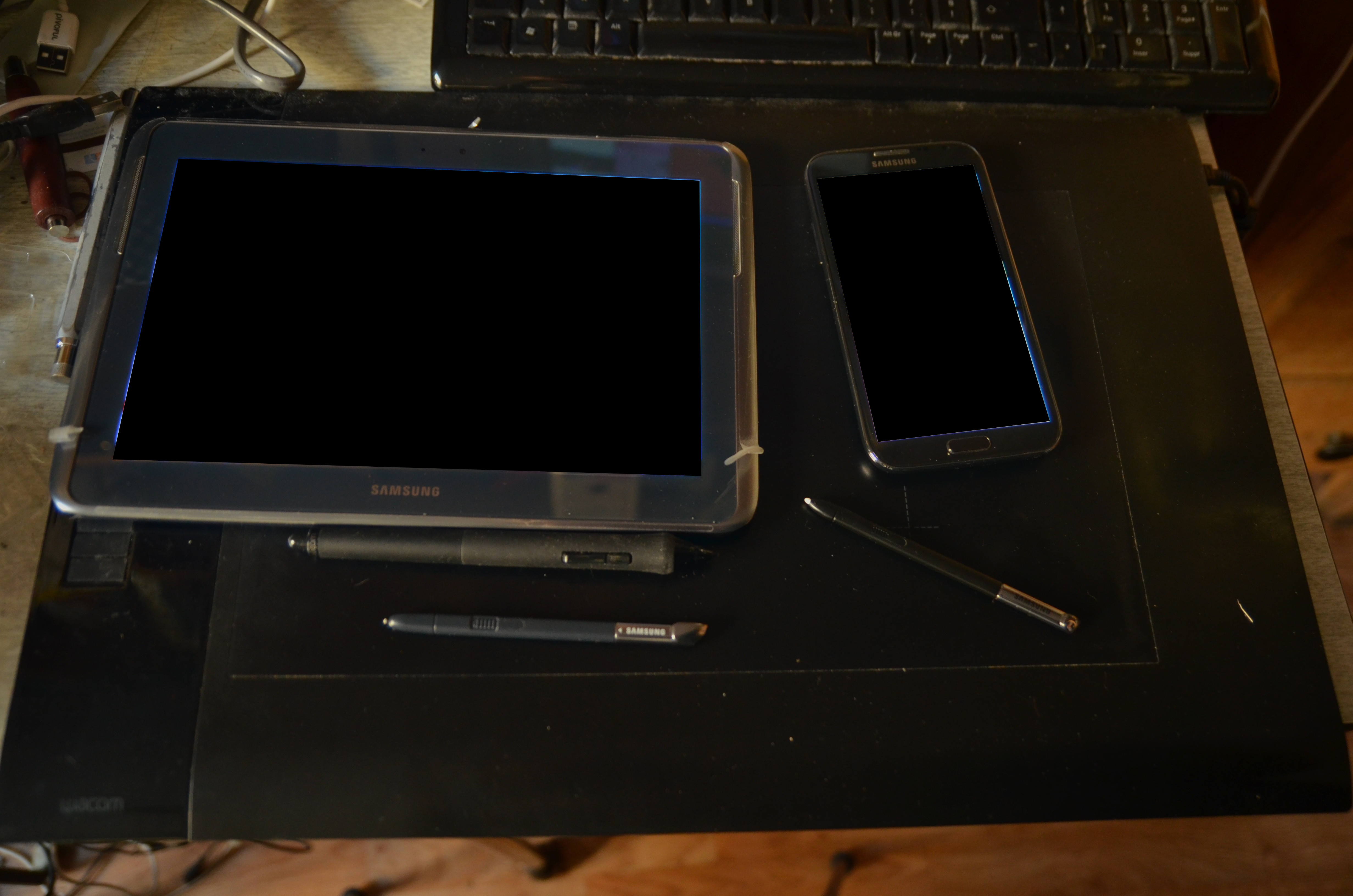
Galaxy note II et Galaxy Note 10.1 sur une tablette graphique Wacom Intuos4

Comme la première Galaxy Note, elle dispose d'un stylet de technologie Wacom, nommé S Pen, également utilisé dans les tablettes graphiques et gérant les niveaux de pression, permettant ainsi à l'utilisateur de tracer des motifs avec des effets dépendant de la pression, comme en dessin sur papier.
Cette tablette a été dévoilée pour la première fois le 27 février 2012 au Mobile World Congress de Barcelone et est sortie en août de la même année.
Elle est équipée comme le Galaxy S III, d'un SoC d'architecture ARM Exynos 4412, comportant entre autres unités de calcul un CPU cortex A9 quadruple cœur à 1,4 GHz et un processeur graphique (géométrique) Mali-400 MP4 (4 cœurs).
Elle est également équipée de 2 Go de RAM et selon les versions de 16, 32 ou 64 Go de NAND flash pour le système et les données.
L'appareil est livré avec une batterie de 7 000 mAh, assurant (d'après le constructeur) 1500 heures d'autonomie en veille et 2000 minutes (33,33 heures) en conversation téléphonique.
Le Wi-Fi 802.11n permet de doubler la vitesse de transfert en utilisant l'agrégation de porteuses (2 porteuses de 20 MHz).
Concernant les connexions réseau, il existe deux versions, une version Wi-Fi uniquement (GT-N8010) et une version comportant également la 3G (GT-N8000)
Comme les Samsung Galaxy Note 2, la Samsung Galaxy S III et l'iPhone 5 (dont le processeur Apple A6 est fabriqué par Samsung), elle supporte la géolocalisation par les réseaux GLONASS et GPS, et intègre, afin d'accélérer la connexion à ce réseau, le système A-GPS pour la version 3G et le S-GPS pour la version Wi-Fi.

### Logiciel
L'interface est Touchwiz 5, qui était alors la surcouche de Samsung. Elle est livrée par défaut avec Android Ice Cream Sandwich 4.0.4, mais une mise à jour vers Android Jelly Bean 4.1 est sortie le 8 novembre 2012 en Allemagne, puis dans d'autres pays. La mise à jour pour la France est disponible depuis le 8 janvier 2013, mais seulement pour la version Wi-Fi GT-N8010 de la tablette (29 janvier, il n'y a toujours pas de mise à jour pour la GT-N8000).
L'interface permet pour la première fois, sous Android, d'utiliser plusieurs applications dans différentes fenêtre simultanément. Seules certaines applications sont compatibles au moment de la sortie. Cela peut se faire en deux modes :
- Fenêtres flottantes, à la manière d'un environnement d'ordinateur de bureau.
- Mode tuile (nommé dualview signifiant en anglais « double vue »), ou deux applications seulement sont affichées, prenant chacune une moitié de l'écran dans le sens de la longueur de la tablette. La disposition s'ajustant en fonction de la tablette si la rotation en fonction du gyroscope est activée.

Plusieurs vidéos peuvent également être affichées simultanément à l'écran, réduites ou agrandies, et positionnées où l'utilisateur le désire sur le bureau.
Le système ouvre un sélecteur d'applications adaptées au stylet lorsque celui-ci est retiré de son fourreau. La liste de ces applications est modifiable.
La mise à jour en Android 4.1 permet de découper n'importe quelle partie de l'écran au lasso pour le copier dans le presse papier, le sauvegarder, le partager ou l'envoyer vers diverses applications, à la manière de ce qui avait été mis en place sur le Note II.
En mode airview (vue aérienne), lorsque l'on passe au-dessus d'un élément avec le stylet, sans toucher la tablette, une prévisualisation des informations s'affichent dans une bulle.